# Esther Ferrer

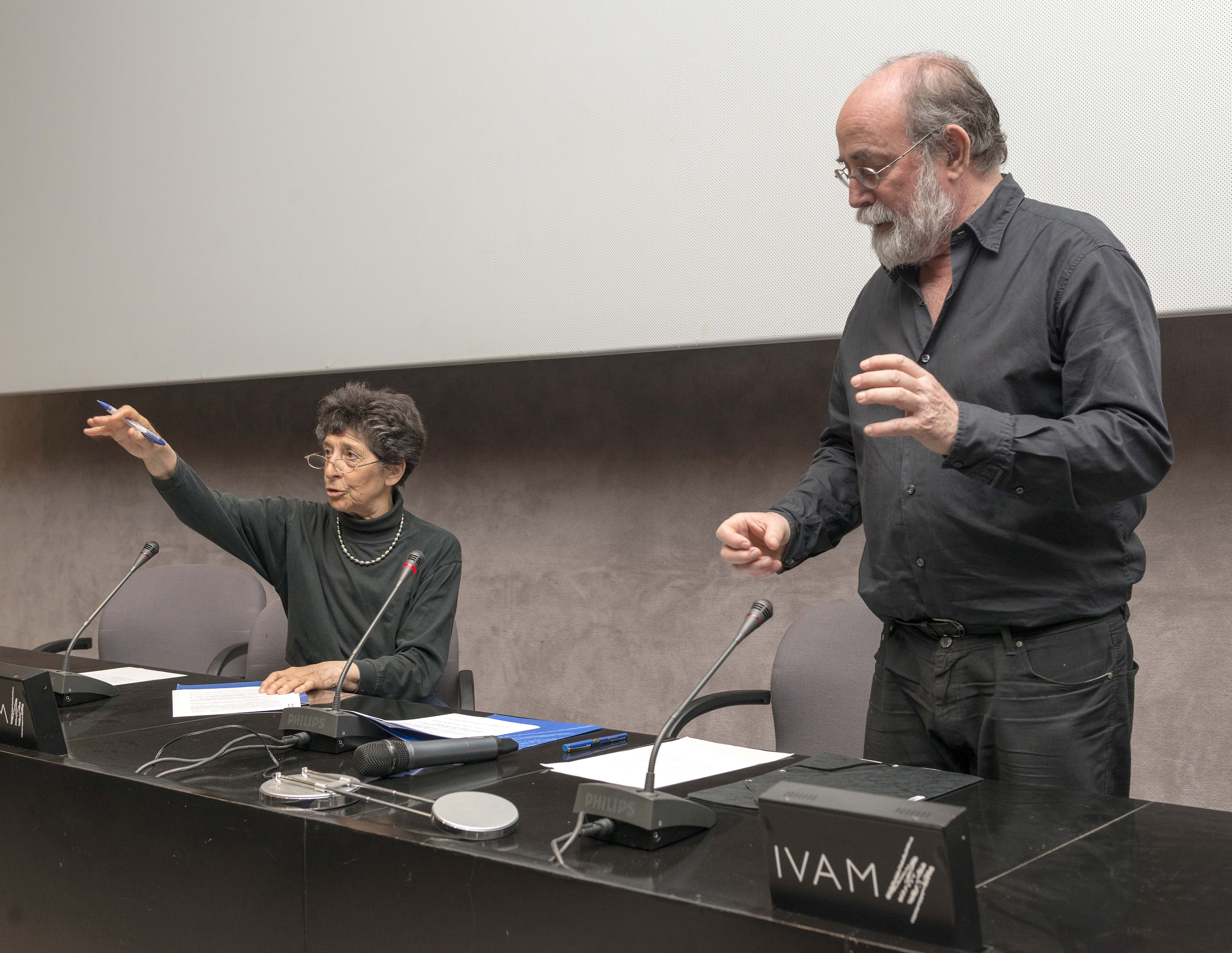
Esther Ferrer durante uma apresentação com Bartolomé Ferrando.

Esther Ferrer Ruiz (São Sebastião, 19 de dezembro de 1937) é uma artista interdisciplinar espanhola com ênfases em arte performática. Em 2008 recebeu o Prêmio Nacional de Artes Plásticas de Espanha e em 2014 o Prêmio Velázques de Artes Plásticas condido pelo Ministério da Cultura.

### Trajetória
No começo da década de 60, Ferrer e o pintor José Antonio Sistiaga criaram juntos o primeiro Ateliê de Livre Expressão (Taller de Libre Expresión), fomentando outras atividades paralelas como  a Escola Experimental em Elorrio. Em 1996, fundou com os espanhóis Juan Hidalgo, Ramón Barce y  Walter Marchetti o grupo ZAJ, que trabalhava com obras conceituais e radicais, muitas destas inspiradas na obra do artista John Cage, reafirmando a ideia da repetição e do azar no criação artística. As obras foram realizadas em teatros e salas de espetáculos durante a ditadura espanhola sobre o regime de Francisco Franco. Em 1996, com a saída de Walter Marchetti, o grupo chegou ao seu fim. Desde 1973 vive em Paris, onde segue produzindo.
Atuando em diversas frentes Ferrer produziu objetos, fotografias e uma séria baseada em números primos. É reconhecida como uma das pioneiras da arte performática, trazendo importantes contribuições para o debate feminista da época, jogando com as dimensões de tempo/espaço, o movimento e o movimento de transformação humana. Sobre seu trabalho Sylvie Ferré comenta: "O trabalho de Esther Ferrer se caracteriza por um minimalismo muito particular que integra rigor, humor, diversão e absurdo".
Em 2012 a exposição "En cuarto movimento" no museu Artium de Vitoria, foi  uma retrospectiva da obra da artista tendo como curadora Rosa Olivares.
Em 2017, o Museu Reina Sofía apresentou a exposição "Esther Ferrer", que além de uma retrospectiva de sua obra e seus principais expoentes, foi concluída com o show do antigo grupo ZAJ composto por 60 vozes.
Em 2018, sua instalação Memoria (1991) foi selecionada para a exposição "O poder da arte" (Museu Reina Sofia) em comemoração dos 40 anos da Constituição espanhola, a obra foi exposta no Câmara de Deputados e Senado, fazendo do fato histórico porque até então nunca havia passado.
Em 2019 formou parte da exposição "Poéticas da emoção" organizada pela CaixaForum junto aos artistas contemporâneos Bill Viola, Manuel Miralles, Shirin Neshat, Colita e Pipilotti Rist, com a vídeoarte Estranheza, Desprezo, Dor e etc.

### Prêmios
- 1999: Representante espanhola na Bienal de Veneza.
- 2008: Prêmio Nacional de Artes Plásticas de Espanha.
- 2009: Membro honorífico da Academia de Ciências Jakiunde, na Escola de Artes e Letras do País Vasco.
- 2012: Prêmio Gure Artea como reconhecimento de sua trajetória.[10][11]
- 2014: Prêmio MAV (Mulheres nas Artes Visuais).
- 2014: Prêmio Marie Claire de l’Art Contemporain.[11]
- 2014: Prêmio Velázquez de Artes Plásticas.[12]
- 2017: Prêmio Coleção dos Bragales Estampa, organizada por Feira Estampa.